# 倉敷翠松高等学校
倉敷翠松高等学校（くらしきすいしょうこうとうがっこう、英称：Kurashiki Suisho High School）は、岡山県倉敷市平田にある私立高等学校。

## 概観
1884年（明治17年）に翠松舎として片山石らによって創設。翠松は論語の一節から取られており創設以来たいせつに伝承されている。
なお、富山県富山市に法人本部をおく同名の学校法人片山学園との関係はない。

## 沿革
- 1884年 - 岡山市天瀬に、和裁塾「翠松舎」が誕生。
- 1950年 - 片山女子高等学校へ改称。
- 1957年 - 倉敷市平田に新校舎を建設、普通科を設ける。
- 1960年 - 商業科を設ける。
- 1970年 - 裏千家家元の支援のもと「茶道教育」を正科にする。
- 1973年 - 倉敷翠松高等学校へ改称。
- 1983年 - 創立100周年記念式典。
- 1988年 - 衛生看護科設置、4学科になる。
- 1992年 - 看護専攻科を開校。
- 1999年 - 衛生看護科を除き、共学になる。
- 2002年 - 看護科が5年制となる。

## 基礎データ

### 所在地
- 岡山県倉敷市平田155

### アクセス
- JR山陽本線倉敷駅より徒歩15分
- JR山陽本線倉敷駅より両備バス平田口バス停より徒歩3分

### 設置学科
- 普通科
  - 特別進学コース
  - 進学コース
  - 創学コース
- 商業科
  - 情報コース
  - 会計コース
  - 流通コース
- 生活科学科
  - 服飾コース
  - 食物コース
  - 生活コース
- 看護科

### 象徴
校歌
- 作詞は佐藤末治、作曲は大月宗明である。

制服
- 2012年現在の制服は、ブレザーが採用されている。2011年（平成23年）に服飾科学科（2012年現在の生活科学科）の授業から生まれたものである[2]。

## 学校行事
4月
- 入学式

9月
- 翠松祭（体育祭・文化祭）

3月
- 卒業式

## 部活動
かつて全国的にも珍しいスケート部があったが、廃部となっている。
運動部
- サッカー
- バスケットボール
- バドミントン
- バレーボール
- 卓球
- ソフトテニス
- 陸上競技
- 剣道
- ライフル射撃
- 少林寺拳法
- 水泳
- 硬式野球

文化部
- ダンス
- 吹奏楽
- 合唱
- 放送
- 茶道
- 写真
- ワープロ
- 書道
- イラスト
- クッキング
- 和太鼓
- ビジネス"夢"クラブ（同好会）
- 軽音楽（同好会）

## 著名な出身者
- 葛城ユキ - 歌手
- 白井貴子 - 元バレーボール選手 ※中退
- 杉田愛友香 - 元バスケットボール選手
- 瀬尾有耶 - バレーボール選手
- ダラーメ・マレム・ドイ - バスケットボール選手
- 髙橋大輔 - フィギュアスケート選手
- 町田樹 - 元フィギュアスケート選手
- まつきりな - タレント
- 無良崇人 - フィギュアスケート選手
- MEGUMI - タレント ※中退
- ユーリ阿久井政悟 - プロボクサー